# Буйон
Бульон или Буйон (фр. Bouillon) — укреплённый город на юге Бельгии, в провинции Люксембург, прозванный Вобаном «ключом к Арденнам». Главной достопримечательностью Бульона является обширная средневековая крепость (Бульонский замок). Население — 5,5 тыс. жит. (2007).

## Герцогство Бульонское
С X века Бульон служил центром владений Арденского дома, глава которого также носил титул герцога Нижней Лотарингии.
В 1045 году герцог Готфрид II восстал против императора, вследствие чего Бульонский замок был разрушен. После восстановления Готфрид Бульонский заложил его льежскому епископу за три меры золота и 1300 мер серебра, необходимых для оплаты участия в Первом крестовом походе, лидером которого он стал.
В 1129 году наследники Готфрида пытались вернуть замок силой, но император присудил его епископам. Поскольку владельцы замка прежде носили герцогский титул (Нижней Лотарингии), то и епископы тоже добавили к своим титулам наименование «герцог Бульонский», хотя такого герцогства формально ещё не существовало.
Бульонская крепость не примыкала к владениям епископа, и для управления ею епископ назначал кастеляна. С 1415 года эта должность стала наследственной в семействе графов ван дер Марк (младшая ветвь рода герцогов Клевских). В 1482 году Вильгельм ван дер Марк организовал убийство епископа Людовика де Бурбона с тем, чтобы посадить на его место своего сына.
Период гражданского неустройства в епископстве закончился в 1484 году победой графа Горна, который занял место епископа, в обмен на лояльность и помощь в борьбе с императором пообещав ван дер Марку 30 тысяч ливров. До момента оплаты Бульон передавался ван дер Маркам в заклад. Поскольку в течение нескольких десятилетий компенсация не была выплачена, ван дер Марки сохранили замок в качестве собственности и стали именовать себя герцогами Бульонскими.
Епископы льежские отказались признать окончательный переход Бульона к ван дер Маркам и обратились за помощью к императору. С началом Итальянских войн ван дер Марки переходят под французские знамёна, двое из них производятся в маршалы Франции с титулом «герцога Бульонского». В 1521 году Бульон был взят войсками императора Карла V, который возвратил его епископу.
По мирному договору 1529 года французский король обещался не содействовать маршалу Флоранжу в возвращении Бульона, однако в 1552 году крепость всё же была взята французами и передана его сыну Роберу де Ла Марку. Като-Камбрезийский мир (1559 год) оставил Бульон за епископами, оставив улаживание вопроса о правах на усмотрение особой судебной комиссии. Арбитраж по поводу прав на бульонское наследство так и не состоялся.
В октябре 1591 года последний де ла Марк умер, а титул герцога Бульонского унаследовал его зять, Анри де ла Тур д’Овернь — отец великого Тюренна и маршал Франции. Поскольку все его дети были от другой жены, дочери Вильгельма Оранского, права на титул герцога Бульонского поспешили заявить кровные родственники последнего де ла Марка (именно, герцог де Монпансье и граф де Молеврье). Король Генрих IV решил спор в пользу маршала. Герцогу де Монпансье в обмен на уступку прав на Бульон была обещана ежегодная компенсация.
В 1641 году Фредерик Морис, глава семейства де ла Туров, носивший титул князя Седанского, отчаявшись отобрать у епископов Бульон, договорился об уступке епископу своих прав на него в обмен на получение компенсации в 30 тысяч ливров — той самой, которую его предшественники не смогли получить в XV веке. Эта договорённость встревожила кардинала Мазарини, который в 1651 году убедил де ла Тура передать Седан и прочие стратегически расположенные владения в Арденнах французской короне в обмен на титул герцога Альбре и Шато-Тьерри, графа Эврё, а также обещание при первой же возможности отвоевать у епископов заветный Бульон.
В 1658 году епископ выплатил де ла Туру 150 тысяч гульденов, однако тот продолжал именовать себя герцогом Бульонским.
Во время Голландской войны французские войска (не без участия Тюренна) взяли Бульон и «восстановили на престоле» его брата де ла Тура. Это развитие событий было узаконено Нимвегенским миром (1679 год). Стратегически расположенный Бульон был занят французскими войсками, а де ла Тур, даже не захотевший посетить своё герцогство, чеканил в Париже монету «герцогства» с собственным профилем.
Взятие Бульона позволило де ла Турам формально покинуть ряды французского дворянства и вернуться в число европейских суверенов. Когда-то они владели Овернью, из их рода происходила мать Екатерины Медичи, но фикция управления герцогством за пределами Французского королевства сделала их «суверенное» положение ещё более надёжным, чем в те годы. Для браков они подбирали исключительно «равных по статусу» иностранных принцесс — немецких, польских, лотарингских. В Париже они построили достойный их положения Елисейский дворец. В 1757 году глава семейства наконец посетил Бульон, не обращая внимания на протесты льежского епископа.
В 1786 году герцог Бульонский, достигнув преклонного возраста и не имея детей либо близких родственников, усыновил британского капитана по имени Филипп Довернь, на основании семейного предания признав его своим дальним родственником. Во время Революционных войн Бульон оккупировали французские войска, и вопрос о целесообразности сохранения здесь герцогства некоторое время оставался открытым, благо герцог показал свою лояльность к революционерам. Через 7 лет после смерти герцога (наступившей в 1802 году) Наполеон, не желая иметь соседом Франции герцогство во главе с англичанином, объявил все владения де ла Туров выморочным имуществом и изъял их в казну.
Венский конгресс в своём стремлении к реституции довоенных границ Европы не мог обойти вопроса о судьбе Бульона. Территорию города было решено включить в состав Соединённого королевства Нидерландов, а вопрос о титуле герцога Бульонского передавался на рассмотрение арбитража, составленного из представителей великих держав. В то время, помимо капитана Доверня, на герцогский титул претендовал двоюродный брат последнего герцога — принц Роган, генерал австрийской армии.
Во время арбитражных слушаний чаша весов склонилась в пользу Рогана. Разорённый судебными издержками Довернь осенью 1816 года застрелился, однако судебные тяжбы вокруг герцогского титула продолжались в льежских судах на протяжении ещё 10 лет. Права Роганов на титул герцога Бульонского ещё долго оспаривали прочие родственники де ла Туров — герцог Бурбонский, герцог де ла Тремуй, принцесса Конде и принцесса де Пуа. С 1815 года в окрестностях Буйона находится траппистское аббатство Клерфонтен.

## Интересные факты
- Омонимия названия крепости со словом бульон приводила к курьёзным случаям. Русский поэт Семён Раич в переводе тассовского «Освобождённого Иерусалима» писал про Готфрида: «Вскипел Бульон, течёт во храм…»[1].